# Georges Dillon-Cavanagh
báró Georges Arthur Dillon-Kavanagh du Fertagh (Nîmes, 1873. február 14. – Laugnac, 1944, augusztus 4.) kétszeres olimpiai bajnok és ezüstérmes francia vívó, nemes.
A második nyári olimpián, az 1900. évi nyári olimpiai játékokon, Párizsban indult vívásban, egy versenyszámban: egyéni tőrvívásban és a 7. helyen végzett.
Legközelebb csak 1906. évi nyári olimpiai játékokon, Athénban indult, amit később nem hivatalos olimpiává nyilvánított a Nemzetközi Olimpiai Bizottság. Ezen az olimpián négy vívószámban indult: tőrvívásban aranyérmes lett, csapat párbajtőrvívásban szintén aranyérmes lett, párbajtőrvívásban ezüstérmest szerzett, végül kardvívásban helyezés nélkül zárt.